# Ненчи, Франко
Фра́нко Не́нчи (итал. Franco Nenci; 25 января 1935, Ливорно, Тоскана — 15 мая 2020, Ливорно, Тоскана) — итальянский боксёр полусредней весовой категории. В середине 1950-х годов выступал за сборную Италии: серебряный призёр летних Олимпийских игр в Мельбурне, участник многих международных турниров и матчевых встреч. В период 1957—1967 боксировал на профессиональном уровне, но без особых достижений.

## Биография
Франко Ненчи родился 25 января 1935 года в городе Ливорно, регион Тоскана. Активно заниматься боксом начал в возрасте семнадцати лет и сразу стал показывать хорошие результаты, зарекомендовав себя скоростным высокотехничным боксёром. На международной арене дебютировал в 1956 году в матчевой встрече со сборной Югославии, в полусреднем весе по очкам победил югослава Илию Лукича. Благодаря череде удачных выступлений удостоился права защищать честь страны на летних Олимпийских играх в Мельбурне — в полуфинале взял верх над румыном Константином Думитреску, но в решающем матче проиграл советскому боксёру Владимиру Енгибаряну.
Получив серебряную олимпийскую медаль, Ненчи решил попробовать себя среди профессионалов и покинул сборную. Его профессиональный дебют состоялся в сентябре 1957 года, в течение нескольких месяцев он победил многих соперников, но в июле 1958 года потерпел первое поражение. С этого момента его статистика резко пошла на спад, победы стали чередоваться с проигрышами, уровень противников заметно снизился. Несмотря на обилие поражений, в апреле 1964 года он получил шанс побороться за титул чемпиона Италии в полусреднем весе, однако действующий чемпион Фортунадо Манка оказался сильнее, победив техническим нокаутом в седьмом раунде. Впоследствии Ненчи продолжал выходить на ринг вплоть до 1967 года, но за пределы Италии почти не выезжал и больших достижений не добился. Всего в профессиональном боксе провёл 57 боёв, из них 36 окончил победой (лишь 2 досрочно), 13 раз проиграл, в 8 случаях была зафиксирована ничья.